# Політбюро ЦК КПУ
Політичне бюро Центрального комітету Комуністичної партії України — керівний партійний орган КПУ в роки радянської влади, що обирався на Пленумі ЦК і спрямовував роботу КПУ в період між пленумами.
Орган працював під беспосереднім керівництвом Політбюро ЦК КПРС. Створений вперше 6 березня 1919 року на III з'їзді КП(б)У (1-6 березня 1919), першому з'їзді КП(б)У в Україні після переїзду з Москви. З жовтня 1952 року його функції виконувало Бюро ЦК КПУ. В жовтні 1953 року Бюро ЦК КПУ перетворене на Президію ЦК КПУ, в червні 1966 року — на Політбюро ЦК КПУ.

## Члени Політбюро ЦК КПУ
- Бубнов Андрій Сергійович (1919—1920), народний комісар внутрішніх справ УРСР
- Квірінг Еммануїл Йонович (1919—1920, 1923—1925)
- Мещеряков Володимир Миколайович (1919)
- Раковський Християн Георгійович (1919-1923)
- П'ятаков Юрій Леонідович (1919, 1921—1922)
- Косіор Станіслав Вікентійович (1919—1920, 1922, 1928—1938)
- Ворошилов Климент Єфремович (1919—1920)
- Петровський Григорій Іванович (1920—1938)
- Шумський Олександр Якович (1920)
- Яковлєв Яків Аркадійович (1920)
- Мануїльський Дмитро Захарович (1920—1923, 1944—1952)
- Молотов В'ячеслав Михайлович (1920—1921)
- Чубар Влас Якович (1920—1922, 1923—1934)
- Кон Фелікс Якович (1921)
- Іванов Андрій Васильович (1921—1922, 1922—1923)
- Фрунзе Михайло Васильович (1921—1924)
- Кузнєцов Степан Матвійович (1922—1923)
- Лебідь Дмитро Захарович (1922—1924)
- Затонський Володимир Петрович (1922, 1924—1927, 1933—1938)
- Угаров Федір Якович (1922, 1923—1925)
- Медведєв Олексій Васильович (1924—1925, 1926—1929)
- Рухимович Мойсей Львович (1924—1926)
- Клименко Іван Євдокимович (1925—1927)
- Каганович Лазар Мойсейович (1925—1928, 1947)
- Скрипник Микола Олексійович (1925—1933)
- Кіркіж Купріян Осипович (1925—1926)
- Радченко Андрій Федорович (1925—1928)
- Постишев Павло Петрович (1926—1930, 1933—1937)
- Семенов Борис Олександрович (1927—1931)
- Ломов (Оппоков) Георгій Іполитович (1927—1929)
- Акулов Іван Олексійович (1928—1929, 1932—1933)
- Картвелішвілі Лаврентій Йосипович (1929—1930)
- Чувирін Михайло Євдокимович (1929—1936)
- Балицький Всеволод Аполлонович (1930—1937)
- Сухомлин Кирило Васильович (1930—1937)
- Якір Йона Еммануїлович (1930—1937)
- Строганов Василь Андрійович (1930—1933)
- Терехов Роман Якович (1930—1933)
- Демченко Микола Нестерович (1931—1937)
- Хатаєвич Мендель Маркович (1932—1937)
- Саркісов Саркіс Артемович (1933—1937)
- Любченко Панас Петрович (1934—1937)
- Попов Микола Миколайович (1936—1937)
- Шелехес Ілля Савелійович (1936—1937)
- Кудрявцев Сергій Олександрович (1937—1938)
- Гикало Микола Федорович (1937—1938)
- Прамнек Едуард Карлович (1937—1938)
- Марголін Натан Веніамінович (1937—1938)
- Бондаренко Михайло Ілліч (1937—1938)
- Євтушенко Дмитро Матвійович (1937—1938)
- Бурмистенко Михайло Олексійович (1938—1941)
- Хрущов Микита Сергійович (1938—1949)
- Коротченко Дем'ян Сергійович (1938—1969)
- Тимошенко Семен Костянтинович (1938—1940)
- Успенський Олександр Іванович (1938)
- Щербаков Олександр Сергійович (1938)
- Корнієць Леонід Романович (1938—1954)
- Гречуха Михайло Сергійович (1939—1961)
- Сєров Іван Олександрович (1940—1941)
- Патолічев Микола Семенович (1947)
- Мельников Леонід Георгійович (1947—1953)
- Сєнін Іван Семенович (1949—1965)
- Кириченко Олексій Іларіонович (1949—1957)
- Мацкевич Володимир Володимирович (1950—1952)
- Назаренко Іван Дмитрович (1950—1956)
- Гречко Андрій Антонович (1952—1953)
- Кальченко Никифор Тимофійович (1952—1976)
- Корнійчук Олександр Євдокимович (1953—1954)
- Підгорний Микола Вікторович (1953—1963)
- Гуреєв Микола Михайлович (1956—1960)
- Найдек Леонтій Іванович (1957—1960)
- Щербицький Володимир Васильович (1957—1989)
- Гайовий Антон Іванович (1957—1962)
- Іващенко Ольга Іллівна (1960—1965)
- Казанець Іван Павлович (1960—1965)
- Шелест Петро Юхимович (1961—1972)
- Комяхов Василь Григорович (1962—1966)
- Ляшко Олександр Павлович (1963—1987)
- Соболь Микола Олександрович (1963—1972)
- Дрозденко Василь Іванович (1966—1971)
- Ватченко Олексій Федосійович (1966—1984)
- Титаренко Олексій Антонович (1966—1988)
- Якубовський Іван Гнатович (1966—1967)
- Лутак Іван Кіндратович (1967—1976)
- Ващенко Григорій Іванович (1971—1983)
- Дегтярьов Володимир Іванович (1971—1976)
- Грушецький Іван Самійлович (1972—1976)
- Борисенко Микола Михайлович (1973—1980)
- Сологуб Віталій Олексійович (1973—1990)
- Соколов Іван Захарович (1976—1982)
- Федорчук Віталій Васильович (1976—1982)
- Ботвин Олександр Платонович (1976—1980)
- Погребняк Петро Леонтійович (1976—1980)
- Герасимов Іван Олександрович (1980—1989)
- Качура Борис Васильович (1980—1990)
- Мозговий Іван Олексійович (1980—1988)
- Єльченко Юрій Никифорович (1982—1990)
- Качаловський Євген Вікторович (1983—1990)
- Миронов Василь Петрович (1984—1988)
- Шевченко Валентина Семенівна (1985—1990), голова Президії Верховної ради УРСР
- Масол Віталій Андрійович (1987—1990), голова Ради Міністрів УРСР
- Івашко Володимир Антонович (1988—1990), 2-й секретар ЦК КПУ, 1-й секретар ЦК КПУ
- Грінцов Іван Григорович (1988—1991), секретар ЦК КПУ
- Вінник Анатолій Якович (1988—1990), 1-й секретар Донецького обласного комітету КПУ
- Гуренко Станіслав Іванович (1989—1991), 2-й секретар ЦК КПУ
- Корнієнко Анатолій Іванович (1989—1990), 1-й секретар Київського міського комітету Компартії України
- Харченко Григорій Петрович (1990, 1990—1991), 2-й секретар ЦК КПУ
- Громов Борис Всеволодович (1990—1991), командувач військ Київського військового округу
- Козаченко Петро Михайлович (1990—1991), бригадир комплексної бригади Київського науково-виробничого об'єднання «Більшовик» Міністерства важкого машинобудування СРСР
- Кравчук Леонід Макарович (1990—1991), Голова Верховної Ради України, 2-й секретар ЦК КПУ
- Кукнерик Петро Юхимович (1990—1991), бригадир прохідників шахтоуправління імені Баракова виробничого об'єднання «Краснодонвугілля» Луганської області
- Кухар Валерій Павлович (1990—1991), голова Наукової ради з проблем біосфери НАН України, голова Національного комітету України з програми ЮНЕСКО «Людина та біосфера», голова Координаційного бюро з автоматизації, обчислювальної техніки та інформатики НАН України
- Острожинський Валентин Євгенович (1990—1991), секретар ЦК КПУ.
- Савченко Анатолій Петрович (1990—1991), секретар ЦК КПУ.
- Собчук Микола Петрович (1990—1991), голова колгоспу «40 років Жовтня» села Устимівки Васильківського району Київської області
- Лісовенко Василь Трохимович (1991), секретар ЦК КПУ

## Кандидати у члени Політбюро ЦК КПУ
- Мещеряков Володимир Миколайович (1919)
- П'ятаков Юрій Леонідович (1919—1920)
- Чубар Влас Якович (1920)
- Іванов Микола Іванович (1920—1921)
- Кон Фелікс Якович (1920—1921)
- Кузнєцов Степан Матвійович (1921—1922)
- Лебідь Дмитро Захарович (1921—1922)
- Іванов Андрій Васильович (1922)
- Косіор Станіслав Вікентійович (1922)
- Затонський Володимир Петрович (1922—1924)
- Угаров Федір Якович (1922—1923)
- Владимирський Михайло Федорович (1923—1925)
- Скрипник Микола Олексійович (1923—1925)
- Булат Іван Лазарович (1924—1925)
- Медведєв Олексій Васильович (1925—1926)
- Постишев Павло Петрович (1925—1926)
- Семенов Борис Олександрович (1925—1927)
- Сухомлин Кирило Васильович (1926—1930)
- Шліхтер Олександр Григорович (1926—1937)
- Корнюшин Федір Данилович (1926—1928)
- Балицький Всеволод Аполлонович (1927—1930)
- Попов Микола Миколайович (1927—1929, 1933—1936)
- Сербиченко Олександр Калістратович (1927—1933)
- Строганов Василь Андрійович (1927—1930)
- Чувирін Михайло Євдокимович (1927—1929)
- Якір Йона Еммануїлович (1927—1930)
- Демченко Микола Нестерович (1928—1931)
- Любченко Панас Петрович (1929—1934)
- Зайцев Федір Іванович (1930—1933)
- Терехов Роман Якович (1930)
- Чернявський Володимир Ілліч (1930—1937)
- Алексєєв Микита Олексійович (1932—1933)
- Майоров Михайло Мусійович (1932—1933)
- Реденс Станіслав Францевич (1932—1933)
- Вегер Євген Ілліч (1933—1937)
- Шелехес Ілля Савелійович (1934—1936)
- Саркісов Саркіс Артемович (1937)
- Марголін Натан Веніамінович (1937)
- Євтушенко Дмитро Матвійович (1937)
- Осипов Олександр Васильович (1938)
- Задіонченко Семен Борисович (1938—1949?)
- Любавін Петро Митрофанович (1940—1941)
- Гречко Андрій Антонович (1949—1952)
- Сердюк Зиновій Тимофійович (1949—1954)
- Гришко Григорій Єлисейович (1952—1957)
- Підгорний Микола Вікторович (1952—1953)
- Струєв Олександр Іванович (1952—1953)
- Конєв Іван Степанович (1954—1956)
- Чуйков Василь Іванович (1954—1960)
- Гуреєв Микола Михайлович (1956)
- Бубновський Микита Дмитрович (1956—1963)
- Іващенко Ольга Іллівна (1957—1960)
- Червоненко Степан Васильович (1957—1959)
- Скаба Андрій Данилович (1959—1968)
- Шелест Петро Юхимович (1960—1961)
- Синиця Михайло Сафронович (1960—1961)
- Клименко Василь Костянтинович (1961—1971)
- Кошовий Петро Кирилович (1961—1966)
- Грушецький Іван Самійлович (1962—1972)
- Дрозденко Василь Іванович (1963—1966)
- Ващенко Григорій Іванович (1966—1971)
- Дегтярьов Володимир Іванович (1966—1971)
- Овчаренко Федір Данилович (1968—1972)
- Борисенко Микола Михайлович (1970—1973)
- Погребняк Яків Петрович (1971—1990)
- Сологуб Віталій Олексійович (1971—1973)
- Цибулько Володимир Михайлович (1972—1976)
- Маланчук Валентин Юхимович (1972—1979)
- Соколов Іван Захарович (1973—1976)
- Федорчук Віталій Васильович (1973—1976)
- Погребняк Петро Леонтійович (1976)
- Добрик Віктор Федорович (1976—1987)
- Качура Борис Васильович (1976—1980)
- Герасимов Іван Олександрович (1977—1980)
- Капто Олександр Семенович (1979—1986)
- Мозговий Іван Олексійович (1980)
- Качаловський Євген Вікторович (1980—1983)
- Коломієць Юрій Панасович (1980—1990)
- Єльченко Юрій Никифорович (1981—1982)
- Муха Степан Нестерович (1982—1987)
- Миронов Василь Петрович (1983—1984)
- Крючков Василь Дмитрович (1984—1990)
- Івашко Володимир Антонович (1986—1988)
- Масол Віталій Андрійович (1986—1987)
- Гуренко Станіслав Іванович (1987—1989)
- Масик Костянтин Іванович (1988—1989)
- Ревенко Григорій Іванович (1989—1990)
- Кравчук Леонід Макарович (1989—1990)
- Багров Микола Васильович (1990)